# Tipuru
Tipuru je rijeka u Gvajani. Pritoka je rijeke Siparuni i pripada porječju rijeke Essequibo.